# Föhrlenberg
Der Föhrlenberg (Förlenberg, Fehrlenberg, Ferlenberg) ist ein 533,1 m ü. NHN hoher Berg des Pfälzerwaldes. Er liegt nordwestlich von Leinsweiler im rheinland-pfälzischen Landkreis Südliche Weinstraße. Auf dem Berg befinden sich mehrere Aussichtspunkte und auf einem Ausläufer die Burg Neukastel.

## Geographie
Der Föhrlenberg erhebt sich im Naturpark Pfälzerwald. Er liegt im Westen der Gemarkung der Ortsgemeinde Leinsweiler. Sein Ostläufer wird gemeinhin als Schlossberg bezeichnet.

## Schutzgebiete
Der Berg liegt im Biosphärenreservat Pfälzerwald-Vosges du Nord.

## Tourismus
Der Gipfel des Föhrlenberges ist über einen lokalen Rundwanderweg zu erreichen. Am Ostrand befindet sich ein Startplatz für Gleitschirmflieger. Der östliche Ausläufer mit der Burg Neukastel liegt am Prädikatswanderweg Pfälzer Weinsteig und am Pfälzer Keschdeweg.
Außerdem führt der Slevogtweg, ein Lehrpfad über Leben und Werk des Malers Max Slevogt, über den Berg und um ihn herum. Auf seiner Westseite bietet der Slevogtfels einen Blick auf die Trifelsgruppe, bestehend aus den Burgruinen Scharfenberg, Anebos und Trifels.

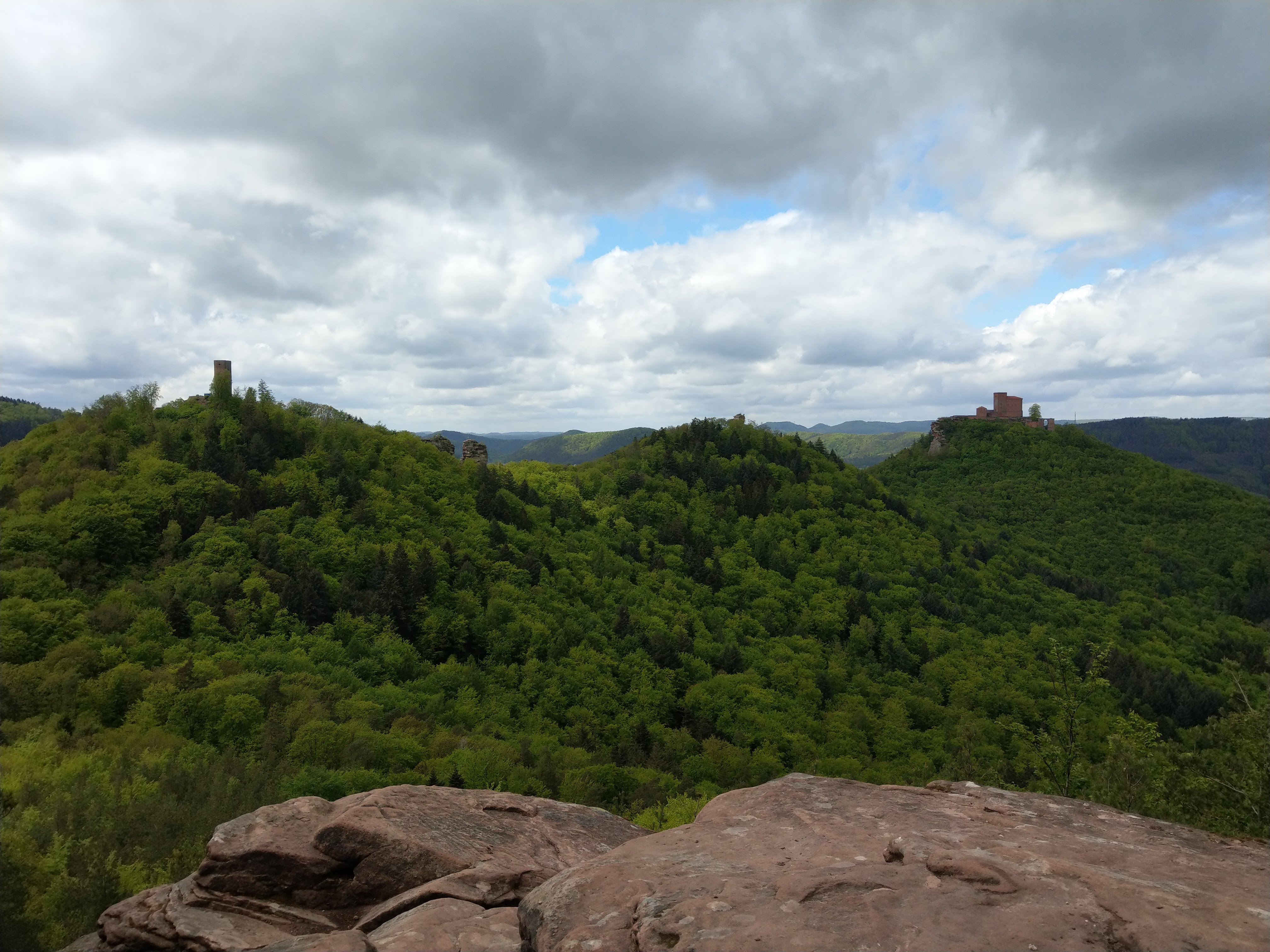
Blick vom Slevogtfels Richtung Westen auf die Trifelsgruppe
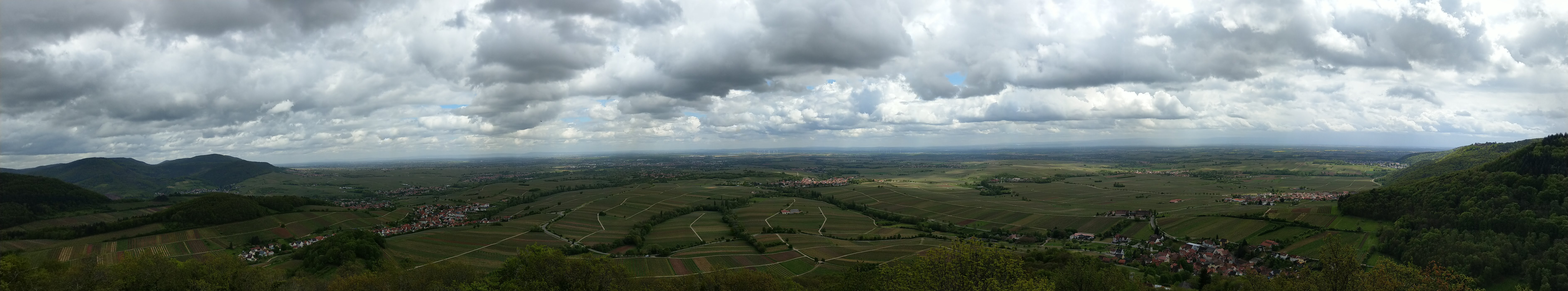
Panorama von der Burg Neukastel Richtung Osten